# Jon Jansen
Jonathan Ward "Jon" Jansen (født 28. januar 1976 i Clawson, Michigan, USA) er en tidligere amerikansk footballspiller, der spillede i NFL som offensive lineman. Hans karriere strakte sig fra 1999 til 2009, og han repræsenterede Detroit Lions og Washington Redskins.

## Klubber
- Washington Redskins (1999-2008)
- Detroit Lions (2009)